# Diploschistis
Diploschistis là một chi bướm đêm thuộc họ Crambidae.